# Петроглифы Архарлы
Петроглифы Архарлы были обнаружены в Алматинской области в горах Архарлы в Кербулакском районе, урочище Караеспе, недалеко от поселка Малайсары в августе 2017 г. Исследование провел доктор исторических наук, сотрудник института археологии им. Маргулана А. Н. Марьяшев.
В северо-западной части гор Архарлы, недалеко от поселков Самен и Жоломан, находятся три крупных комплекса, которые насчитывают 100—150 петроглифов. На рисунках изображены быки-туры, лучники, сцены охоты, олени, джайраны, архары и горные козлы. Рядом с петроглифами расположены остатки трех поселения с каменными выкладками, террасы с сакскими могильниками-курганами, в котором насчитывается 19 захоронений. Предполагается, что петроглифов и могильников было значительно больше, но за счет добычи гравия и каменных плит сохранилась незначительная часть археологических древностей. Памятник находится под защитой государства, работы по добыче гравия и плит приостановлены, и рассматривается вопрос о включении Петроглифов Архарлы в список памятников Казахстана.
Территория Жетысу является самой насыщенной территорией Казахстана с петроглифами от эпохи ранней бронзы до современной эпохи.
Петроглифы Архарлы находятся под угрозой уничтожениям так как рядом добывают щебень.